# Bienvenidos al Sur
Bienvenidos al Sur (en italiano Benvenuti al Sud) es una película de 2010 dirigida por Luca Miniero y estrenada en España el 4 de marzo de 2011. Es un remake de la película cómica francesa Bienvenidos al Norte (Bienvenue chez les Ch'tis) y fue protagonizada por Alessandro Siani y Claudio Bisio.
Debido a la buena recepción en 2012 se estrenó la segunda parte llamada Bienvenidos al Norte (Benvenuti al Nord), que comparte título con el título español de la película francesa.